# Conistra conspadicea
Conistra conspadicea är en fjärilsart som beskrevs av Fuchs 1901. Conistra conspadicea ingår i släktet Conistra och familjen nattflyn. Inga underarter finns listade i Catalogue of Life.